# Михаил (Клеовулос)
Митрополи́т Михаи́л (греч. Μητροπολίτης Μιχαήλ, в миру Михаи́л Клео́вулос греч. Μιχαήλ Κλεόβουλος; 14 сентября 1850, Адрианополь, Османская империя — 23 февраля 1918, Константинополь, Османская империя) — епископ Константинопольской православной церкви, митрополит Сардский (1901—1918).

## Биография
Родился 14 сентября 1850 года в Адрианополисе.
В 1871 году, будучи рукоположенным во диакона, окончил Халкинскую богословскую школу, написав диссертацию «Исторические и филологические работы митрополита Фессалоникийского Гавриила» («Ιστορικαί και φιλολογικαί μελέται του Θεσσαλονίκης Γαβριήλ»).
С 1870 по 1872 год преподавал в городе Киосе, а с 1872 по 1876 год — в Коммерческой школе на острове Халки.
С 1877 года обучался в Германии, где получил докторскую степень в области философии.
С 1883 по 1888 год был профессором Халкинской богословской школы, а в 1888 году назначен ректором (схоларом) Великой школе нации в Константинополе в должности которого оставался до выхода на пенсию в 1918 году.
12 июля 1901 года Священным Синодом Константинопольского патриархата 10 голосами был избран титулярным митрополитом Сардским (другие кандидаты: клирик Деркийской митрополии архимандрит Каллиник (Георгиадис) — 1 голос и профессор богословия Халкинской богословской школы архимандрит Иоанн (Евстратиос) — 1 голос).
15 июля 1901 года в Георгиевском патриаршем соборе в Константинополе был рукоположен в сан епископа патриархом Константинопольским Иоакимом III и митрополитами Амасийским Анфимом (Алексудисом), Яннинским Григорием, Прусским Нафанаилом (Папаникасом), Веррийским Константием (Исаакидисом), Варненским Поликарпом (Константинидисом), Мифимнийским Стафаном (Сулидисом), Месимврийским Харитоном, Хиосским Константином (Делиянисом) и Гревенским Дорофеем (Маммелисом).
Скончался 23 февраля 1918 года и был похоронен рядом с храмом Троицкого монастыря на острове Халки.